# Raoul des Rotours de Chaulieu
Pour les articles homonymes, voir Rotours.
Raoul Gabriel Jules des Rotours de Cheaulieu est un homme politique français. Il est député du Calvados sous la Deuxième République.

## Biographie
Raoul des Rotours de Chaulieu est né à Vire le 20 avril 1802. Il fait des études de droit et devient avocat. Il devient en 1830 secrétaire général de la préfecture des Ardennes.
Il se présente comme royaliste lors des élections de 1849 et se faire élire 8e sur 10 député du Calvados. Il ne se représente pas après le coup d'État du 2 décembre 1851.
Il décède à Vire le 10 juillet 1876.

## Sources
- « Raoul des Rotours de Chaulieu », dans Adolphe Robert et Gaston Cougny, Dictionnaire des parlementaires français, Edgar Bourloton, 1889-1891 [détail de l’édition]